# Derek Roddy

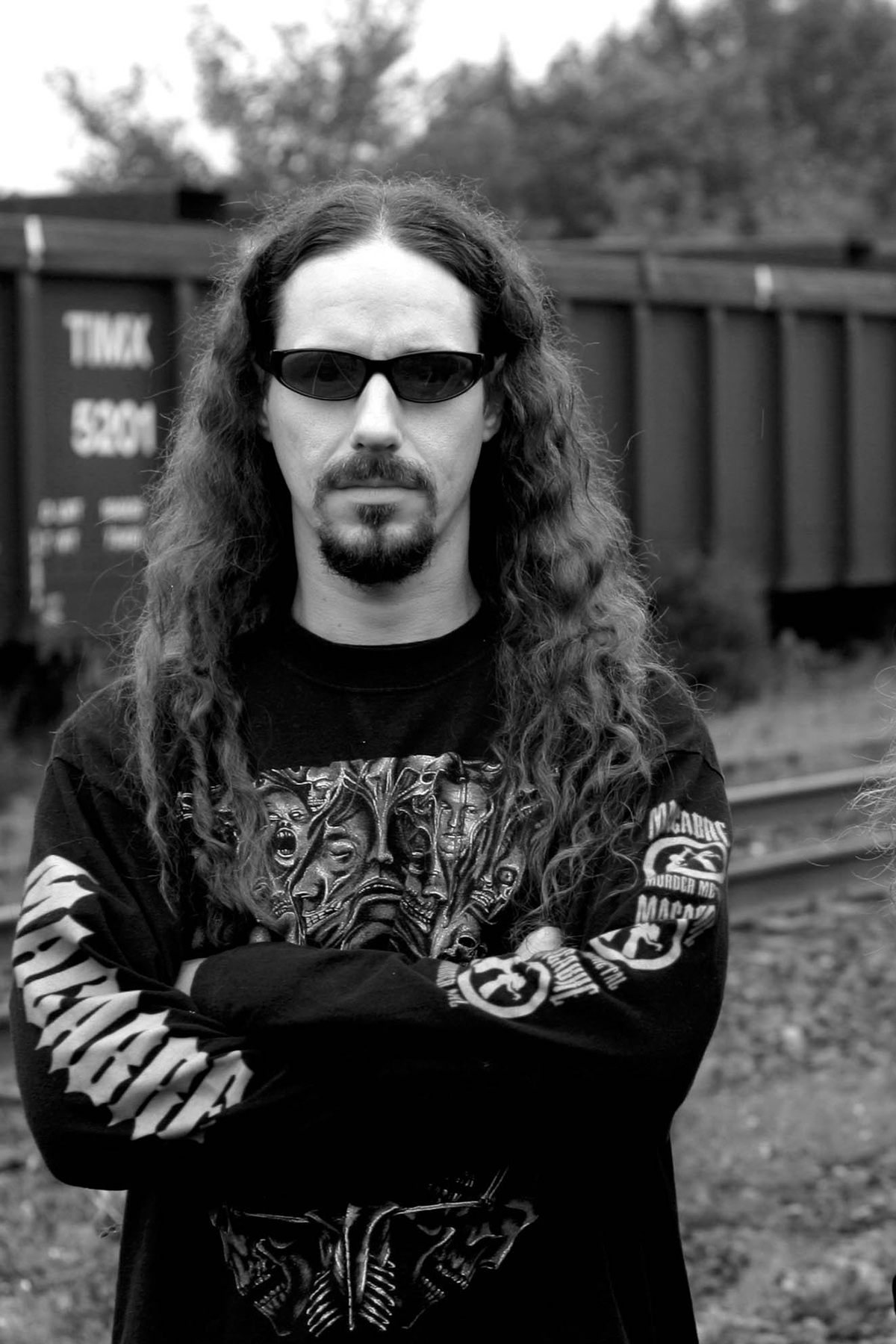
Derek Roddy 2003

Derek Roddy (nascido em 28 de agosto de 1972) é um baterista americano provindo da Carolina do Sul. Já tocou nas bandas  Nile, Hate Eternal, Malevolent Creation, dentre outros agrupamentos de death metal.
O músico é famoso por conseguir realizar 270 bpm (batida por minuto) com sua bateria e conta com o patrocínio de várias marcas de instrumentos musicais. Apesar de ser um baterista do gênero death metal, já fez apresentações de jazz e fusion, como visto no festival Modern Drummer.
Dentre seus patrocínios, destacam-se Meinl, Axis pedals, Remo e Vater Sticks.

## Discografia
- Malevolent Creation  – "In Cold Blood" (1997)
- Divine Empire   – "Redemption" (1998)
- Aurora Borealis – "Praise the Archaic Lights Embrace" (1998)
- Nile  – "Black Seeds of Vengeance" (2000)
- Aurora Borealis  – "Northern Lights" (2000)
- Aurora Borealis  – "Northern Lights: DieHard Release" (2001)
- Council of the Fallen   – "Revealing Damnation" (2002)
- Internecine   – "The Book of Lambs" (2002)
- Hate Eternal  – "King of All Kings" (2002)
- Hate Eternal  – "I, Monarch" (2005)
- Today Is the Day    – "Axis of Eden" (2007)
- Serpents Rise  – "Serpents Rise" (2010)
- Serpents Rise   – "2" (2012)
- Gothic Outcasts   – "Sights Unseen" (2012)